# Lente Canon EF-S 18-55mm
El lente Canon EF-S 18–55mm f/3.5-5.6 es un zum de gran angular a teleobjetivo medio con montura EF-S, producido por Canon para sus cámaras réflex digitales. El campo de visión equivalente a 35 mm es de 28.8–88 mm. Esta lente forma parte del kit estándar de muchas cámaras DSLR de Canon a nivel de consumidor, de formato APS-C.
Ha habido ocho variantes de esta lente, cinco de los cuales están discontinuadas y las tres restantes están actualmente en producción.
- I USM (discontinuada)
- I (discontinuada)
- II USM (discontinuada)
- II (discontinuada)
- IS (discontinuada)
- IS II (actualmente disponible)
- III (actualmente disponible)
- IS STM (actualmente disponible)

## EF-S 18–55mm USM I/II y EF-S 18–55mm I/II
Estas lentes poseen cuerpos de construcción plástica, incluyendo la montura o bayoneta. Por lo general, estas versiones de la lente tienen "focos blandos" y deben ser diafragmados para obtener nitideces aceptables. En el extremo de gran angular presentan distorsión de barril bastante notable, y también presentan aberración cromática (tonalización morada o violácea) notable.

## EF-S 18–55mm IS I/II
El 20 de agosto de 2007, la lente EF-S 18-55mm IS (con estabilizador de imagen) fue anunciada junto con la cámara Canon EOS 40D. La lente presenta una calidad óptica mejorada respecto a versiones anteriores y además cuenta con estabilización de imagen.
El 7 de febrero de 2011 fue anunciada la versión II de esta misma lente (EF-S 18–55mm f/3.5-5.6 IS II) y formó parte del kit de las cámaras Canon EOS 600D y 1100D. Esta lente es idéntica en especificaciones y posee las mismas características ópticas que la versión anterior, pero tiene un diseño externo revisado y un algoritmo de estabilización de imagen ligeramente diferente que intenta reconocer cuándo la cámara está siendo "paneada", deshabilitando el IS en la dirección de paneo.

## EF-S 18–55mm IS STM
El 21 de marzo de 2013 fue anunciada la lente EF-S 18-55mm f/3.5–5.6 IS STM, junto a las cámaras Canon EOS 700D/Rebel T5i y Canon EOS 100D/Rebel SL1. Tiene una fórmula óptica diferente a las lentes 18–55mm anteriores, e incluye tecnología STM (de motores paso a paso) de Canon, que de acuerdo a la compañía ofrece un autofoco más silencioso y también autofoco continuo mientras se filman videos si la lente se conecta a cuerpos Canon con sensores con tecnología de autofoco híbrido. El STM es también el primer zum 18–55mm con mecanismo de enfoque interno. Al momento de su introducción, se ofrece como lente de kit tanto para la EOS 700D como con la EOS 100D. También es una de las lentes de kit alternativas para la EOS 70D.

## Especificaciones
| Modelo                              | I USM              | I                                               | II USM | II                                               | IS                                                                                             | IS II                                             | III                                                | IS STM                                                                             |
| ----------------------------------- | ------------------ | ----------------------------------------------- | --- | ------------------------------------------------ | ---------------------------------------------------------------------------------------------- | ------------------------------------------------- | -------------------------------------------------- | ---------------------------------------------------------------------------------- |
| Referencia                          | [ 8 ] [ 9 ]        | [ 8 ] [ 9 ]                                     | [ 10 ] [ 11 ]                                                                                               | [ 10 ] [ 11 ]                                    | [ 12 ] [ 13 ]                                                                                  | [ 12 ] [ 14 ] [ 15 ]                              | [ 12 ] [ 14 ] [ 15 ] [ 16 ]                        | [ 17 ] [ 18 ] [ 19 ]                                                               |
| Imagen                              |                    |                                                 | |                                                  |                                                                                                |                                                   |                                                    |                                                                                    |
| Características claves              |                    |                                                 | |                                                  |                                                                                                |                                                   |                                                    |                                                                                    |
| Estabilizador de imagen             | No                 | No                                              | No | No                                               | Sí (4 puntos)                                                                                  | Sí (4 puntos)                                     | No                                                 | Sí (4 puntos)                                                                      |
| Micro USM                           | Sí                 | No                                              | Sí | No                                               | No                                                                                             | No                                                | No                                                 | No                                                                                 |
| Motor Paso a Paso                   | No                 | No                                              | No | No                                               | No                                                                                             | No                                                | No                                                 | Sí                                                                                 |
| Enfoque interno                     | No                 | No                                              | No | No                                               | No                                                                                             | No                                                | No                                                 | Sí                                                                                 |
| Serie L                             | No                 | No                                              | No | No                                               | No                                                                                             | No                                                | No                                                 | No                                                                                 |
| Óptica difractiva                   | No                 | No                                              | No | No                                               | No                                                                                             | No                                                | No                                                 | No                                                                                 |
| Lente asférica                      | Sí                 | Sí                                              | Sí | Sí                                               | Sí                                                                                             | Sí                                                | Sí                                                 | Sí                                                                                 |
| Macro                               | No                 | No                                              | No | No                                               | No                                                                                             | No                                                | No                                                 | No                                                                                 |
| Montura EF-S (foco posterior corto) | Sí                 | Sí                                              | Sí | Sí                                               | Sí                                                                                             | Sí                                                | Sí                                                 | Sí                                                                                 |
| Mejoras                             |                    | Idéntico al Mk I USM pero sin motor ultrasónico | Óptica similar al Mk I, pero con cambios a la forma del anillo de zum y el tapered área delante de la lente | Idéntico al Mk II USM pero sin motor ultrasónico | Añade estabilizador de imagen y corrige problemas de calidad de imagen generales del Mk I y II | Idéntico al I pero con un diseño externo revisado | Similar al IS II pero sin estabilización de imagen | Presentando un diseño óptico revisado y utilizando tecnología de motor paso a paso |
| Datos físicos                       |                    |                                                 | |                                                  |                                                                                                |                                                   |                                                    |                                                                                    |
| Peso                                | 190 g              | 190 g                                           | 190 g | 190 g                                            | 200 g                                                                                          | 200 g                                             | 200 g                                              | 205 g                                                                              |
| Max. Diámetro x Longitud            | 68.5 mm x 66 mm    | 68.5 mm x 66 mm                                 | 68.5 mm x 66 mm                                                                                             | 68.5 mm x 66 mm                                  | 68.5 mm x 70 mm                                                                                | 68.5 mm x 70 mm                                   | 68.5 mm x 70 mm                                    | 69.0 mm x 75.2 mm                                                                  |
| Diámetro de filtro                  | 58 mm              | 58 mm                                           | 58 mm | 58 mm                                            | 58 mm                                                                                          | 58 mm                                             | 58 mm                                              | 58 mm                                                                              |
| Datos técnicos                      |                    |                                                 | |                                                  |                                                                                                |                                                   |                                                    |                                                                                    |
| Apertura máxima                     | f/3.5–5.6          | f/3.5–5.6                                       | f/3.5–5.6                                                                                                   | f/3.5–5.6                                        | f/3.5–5.6                                                                                      | f/3.5–5.6                                         | f/3.5–5.6                                          | f/3.5–5.6                                                                          |
| Apertura mínima                     | f/22–36            | f/22–36                                         | f/22–36 | f/22–36                                          | f/22–36                                                                                        | f/22–36                                           | f/22–36                                            | f/22–36                                                                            |
| Ángulo de visión horizontal         | 64°30'–23°20'      | 64°30'–23°20'                                   | 64°30'–23°20'                                                                                               | 64°30'–23°20'                                    | 64°30'–23°20'                                                                                  | 64°30'–23°20'                                     | 64°30'–23°20'                                      | 64°30'–23°20'                                                                      |
| Ángulo de visión vertical           | 45°30'–15°40'      | 45°30'–15°40'                                   | 45°30'–15°40'                                                                                               | 45°30'–15°40'                                    | 45°30'–15°40'                                                                                  | 45°30'–15°40'                                     | 45°30'–15°40'                                      | 45°30'–15°40'                                                                      |
| Ángulo de visión diagonal           | 74°20'–27°50'      | 74°20'–27°50'                                   | 74°20'–27°50'                                                                                               | 74°20'–27°50'                                    | 74°20'–27°50'                                                                                  | 74°20'–27°50'                                     | 74°20'–27°50'                                      | 74°20'–27°50'                                                                      |
| Grupos/elementos                    | 9/11               | 9/11                                            | 9/11 | 9/11                                             | 9/11                                                                                           | 9/11                                              | 9/11                                               | 11/13                                                                              |
| # de hojas del diafragma            | 6                  | 6                                               | 6 | 6                                                | 6                                                                                              | 6                                                 | 6                                                  | 7                                                                                  |
| Mínima distancia de enfoque         | 0.28 m             | 0.28 m                                          | 0.28 m | 0.28 m                                           | 0.25 m                                                                                         | 0.25 m                                            | 0.25 m                                             | 0.25 m                                                                             |
| Magnificación máxima                | 0.28x              | 0.28x                                           | 0.28x | 0.28x                                            | 0.34x                                                                                          | 0.34x                                             | 0.34x                                              | 0.34x                                                                              |
| Accesorios                          |                    |                                                 | |                                                  |                                                                                                |                                                   |                                                    |                                                                                    |
| Parasol                             | EW-60C (circular)  | EW-60C (circular)                               | EW-60C (circular)                                                                                           | EW-60C (circular)                                | EW-60C (circular)                                                                              | EW-60C (circular)                                 | EW-60C (circular)                                  | EW-63C (pétalo)                                                                    |
| Funda                               | LP814              | LP814                                           | LP814 | LP814                                            | LP814                                                                                          | LP814                                             | LP814                                              | LP1016                                                                             |
| Información minorista               |                    |                                                 | |                                                  |                                                                                                |                                                   |                                                    |                                                                                    |
| Fecha de liberación                 | Septiembre de 2003 | Septiembre de 2003                              | Febrero de 2005                                                                                             | Febrero de 2005                                  | Agosto de 2007                                                                                 | Febrero de 2011                                   | Febrero de 2011                                    | Abril de 2013                                                                      |
| MSRP $                              | $239.99            | Sólo en kits                                    | $239.99 | Sólo en kits                                     | $199.99                                                                                        | $199.99                                           | $199.99                                            | $249.99                                                                            |
| ¿Actualmente en producción?         | No                 | No                                              | No | No                                               | No                                                                                             | Sí                                                | Sí                                                 | Sí                                                                                 |

### Especificaciones
- Canon EF-S 18–55mm f/3.5–5.6 USM (en inglés)
- Canon EF-S 18–55mm f/3.5–5.6 IS (en inglés)

### Revisiones

#### 18–55mm f/3.5–5.6 II
- photozone.de

#### 18–55mm f/3.5–5.6 IS
- photozone.de
- Slrgear.com Archivado el 16 de julio de 2011 en Wayback Machine.
- dpreview.com
- the-digital-picture.com

#### 18–55mm f/3.5–5.6 IS II
- Kenrockwell.com
- the-digital-picture.com

#### 18–55mm f/3.5–5.6 USM
- Slrgear.com Archivado el 16 de julio de 2011 en Wayback Machine.

#### 18–55mm f/3.5–5.6 IS STM
- Kenrockwell.com
- the-digital-picture.com

- Datos: Q1143683
- Multimedia: Canon EF-S 18-55mm F3.5-5.6 / Q1143683